# Зоопарк Сендая
Зоопарк Сэндая (яп. 仙台市八木山動物公園) — зоопарк, расположенный в районе Таихаку города Сэндай. Часто в связи с местом размещения называют «Зоопарк Ягияма».

## История

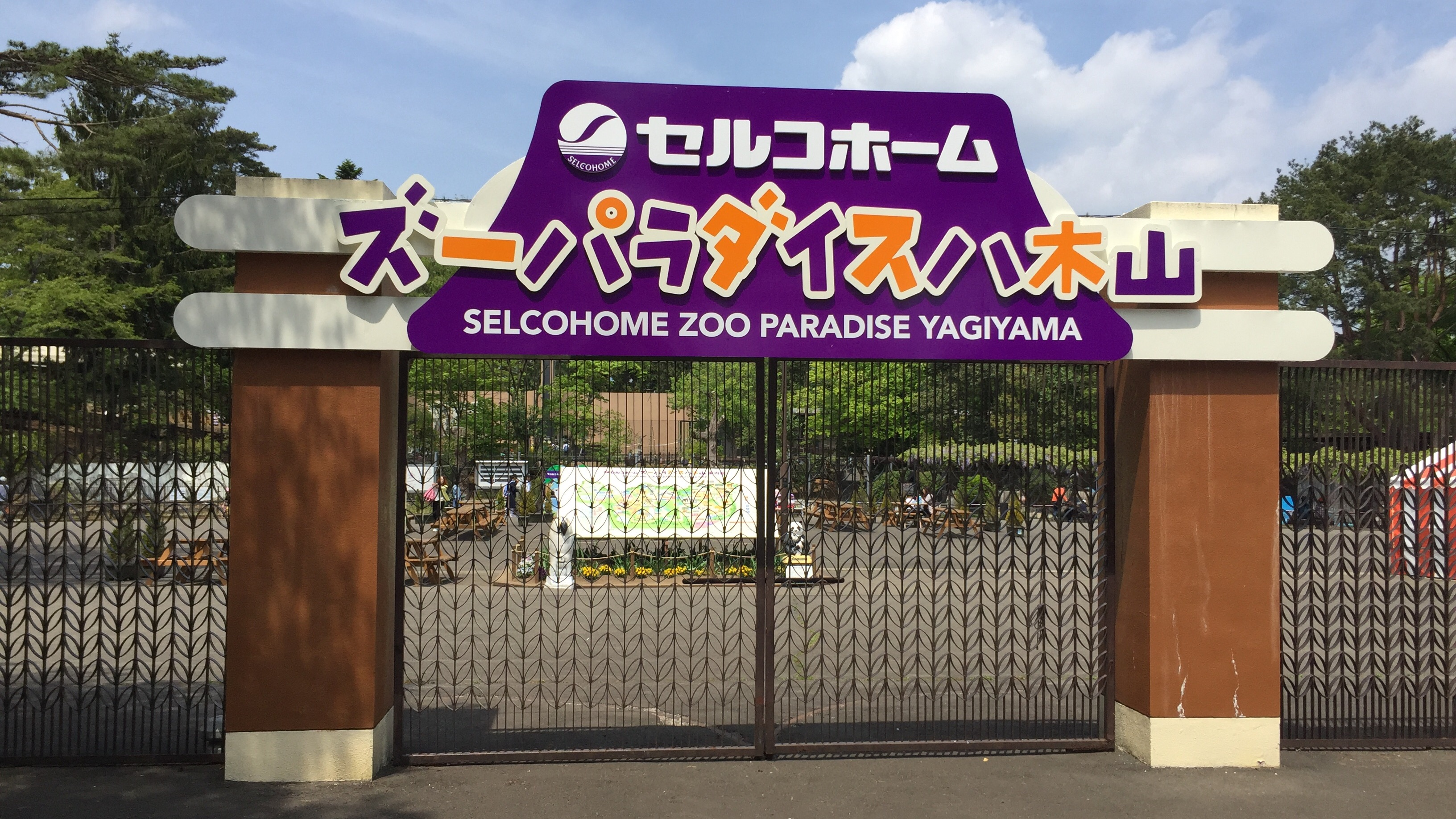
Вход в парк развлечений Ягияма

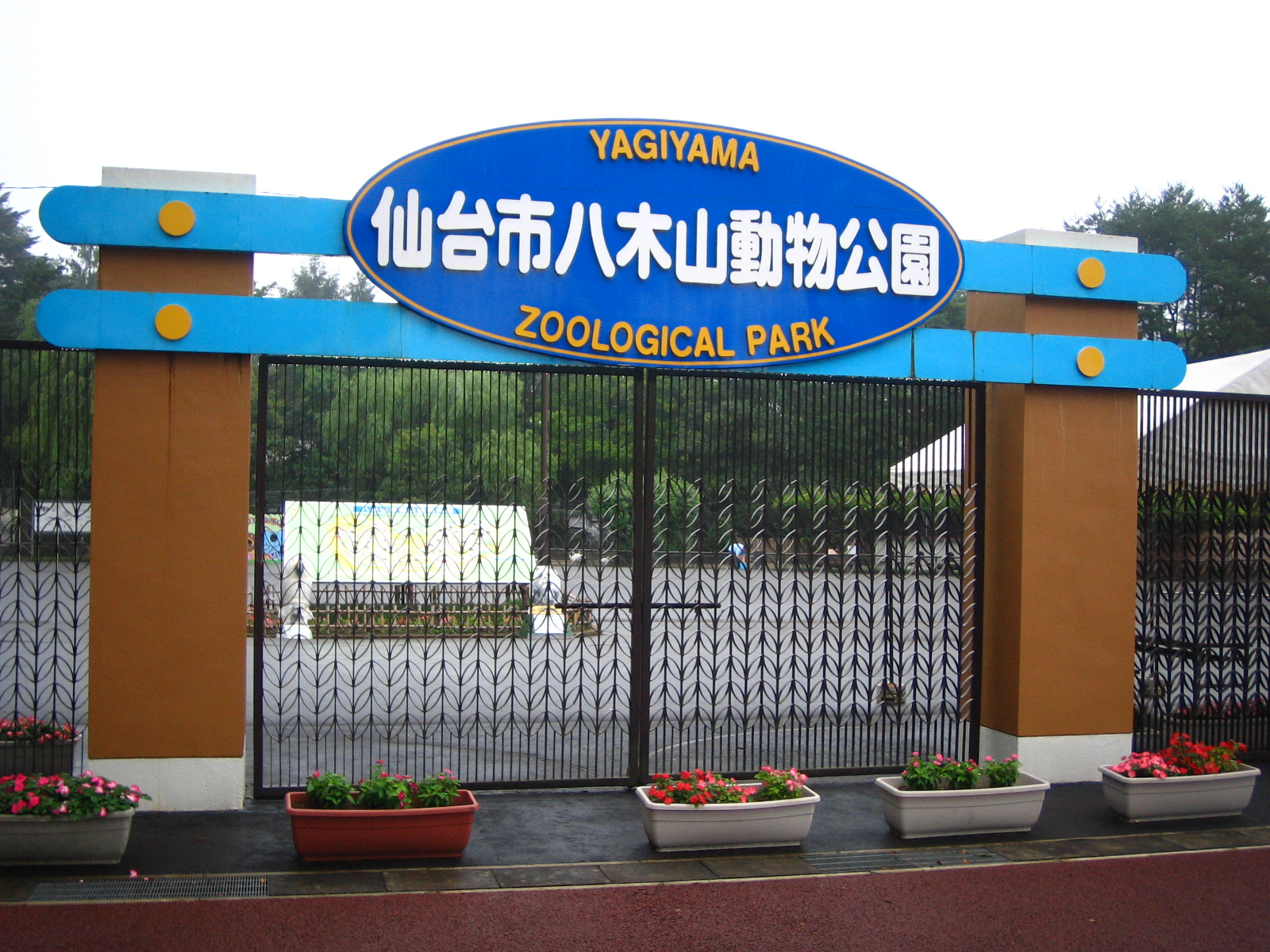
Вход в зоопарк Сэндая

Зоопарк был открыт в 1965 году. Зоопарк расположен на холме Ягияма, откуда открывается вид на центр города Сэндай. Напротив этого парка находится парк развлечений Ягияма. Гора Аоба, где находится Замок Аоба, находится через мост Ягияма. Число животных составляет 581 из представителей 130 видов.
До момента открытия этого зоопарка в довоенный период в Сэндае уже существовал городской зоопарк, открывшийся в 1936 году. Это был первый зоопарк в регионе Тохоку и одиннадцатый зоопарк в Японии. Зоопарк был расположен в зоне цветников на берегу реки Хиросе. Площадь территории зоопарка составляла около 27 тыс. м². Город Сэндай приобрёл для зоопарка около 100 животных 35 видов, таких как слоны, тигры, леопарды, кенгуру, обезьяны и т. д. в Токио и около 200 животных 87 видов (включая верблюдов, гиен, эму, питонов т. д.) было куплено в разных местах. Кроме того, львы, медведи и морские котики были добавлены зоопарку на пожертвования граждан. Создание зоопарка проводилось под наблюдением Тадано Кога — директора зоопарка Уэно. В 1936 году число посетителей городского зоопарка превысило 370 тыс. человек.
Во время Тихоокеанской войны из-за угрозы воздушных бомбардировок и вследствие этого возникновения риска побега диких животных из зоопарка городским советом было принято решение о его ликвидации и использования освободившейся территории для увеличения производства пищи. Звери Сэндайского городского зоопарка был застрелены и захоронены. Панихида по убитым животным состоялась 19 мая 1944 года. После этого пустующие помещения зоопарка были превращены в свинокомплекс с целью получения мяса. На цветочных клумбах и проходах выращивались овощные растения. Территория парка была окончательно разрушена в результате воздушного налета 10 июля 1945 года и не была восстановлена.
В 1957 году, сразу после окончания послевоенного периода оккупации, детский зоопарк был открыт в Санкёдзава. В детском зоопарке были домашние животные, такие как олени, овцы, козы, лисы, еноты, дикобразы, кролики, павлины, совы, цесарки и индюки. В зоопарке был единственный лев, пользующийся большой популярностью. В дополнение к животным, было игровое оборудование для детей, имитирующее поезда и автомобили, а детский зоопарк был местом для семейного отдыха.
Поскольку количество животных постепенно увеличивалось, площади детского зоопарка оказалось недостаточно. Возник вопрос открытия нового зоопарка. В Сэндай вновь был приглашён пригласил Тадано Кога из зоопарка Уэно (1962), с целью консультаций по месту для нового зоопарка. Принимая во внимание лучшие условия для размножения животных, такие как солнечный свет и растительная среда, а также обеспечение большого участка земли для последующего развития холм Ягияма было определён как оптимальное место для открытия нового зоопарка. При строительстве нового зоопарка были разработаны две политики: «как можно больше оставлять нетронутой природу» и представление среды «четырёх континентов: Азии, Америки, Африки и Австралии».
25 октября 1965 года был открыт Сендайский городской зоологический парк Ягияма. В это время 350 пород животных 90 видов, в том числе унаследованные от детского зоопарка, приобретённые специально, и подарки от других зоопарков, таких как зоопарк Уэно. В день открытия зоопарк посетило 70 тыс. человек.